# Леска (река)
Леска — река в России, протекает по Палехскому району Ивановской области. Устье реки находится в 40 км по левому берегу реки Люлех. Длина реки составляет 12 км. Уклон реки — 1,33 м/км.
Леска вытекает из озера Сваруха в 2,5 километрах к северо-востоку от деревни Мелешино и в 1 километре к северу от дороги Р-152. Высота истока — 111 м над уровнем моря. От истока течёт на запад, протекает между деревнями Анютино и Подолино. Впадает в Люлех выше около села Красное. Высота устья — 95 м над уровнем моря. Берега реки в верховьях и низовьях заняты берёзово-еловым лесом, в среднем течении река пересекает поля. Долина Лески частично заболочена.
По части русла реки проходит граница Раменского и Майдаковского сельских поселений Палехского района.

## Притоки (км от устья)
- Куромза[6][8] (лв)
- 1,6 км: Телушка[8] (пр)
- 2,6 км: безымянный ручей, (пр)
- 5 км: безымянный ручей, у д. Анютино (пр)
- 8,5 км: источник Телегинский[8] (пр)

## Данные водного реестра
По данным государственного водного реестра России — Река без названия, у села Красное. Относится к Окскому бассейновому округу, водохозяйственный участок реки — Клязьма от города Ковров и до устья, без реки Уводь, речной подбассейн — Ока ниже впадения реки Мокша. Речной бассейн реки — Ока.
Код объекта в государственном водном реестре — 09010301112110000033440.